# 两耳草
两耳草（学名：Paspalum conjugatum）为禾本科雀稗属下的一个种。

## 扩展阅读
- 維基物種上的相關：两耳草